# Wapen van Beauraing

Het wapen van Beauraing sinds 1999.

Het wapen van Beauraing is het heraldisch wapen van de Naamse gemeente Beauraing. Het werd op 30 april 1999 aan de gemeente toegekend.

## Geschiedenis
Het gemeentewapen van de fusiegemeente Beauraing, die was ontstaan uit de samenvoeging van de gemeenten Beauraing, Baronville, Dion, Felenne, Feschaux, Focant, Froidfontaine, Honnay, Javingue, Martouzin-Neuville, Pondrôme, Vonêche, Wancennes, Wiesme en Winenne, is een aangepaste versie van het wapen van de familie de Beaufort-Spontin, die over de heerlijkheid Beauraing heersten.

## Blazoen
De huidige blazoenering luidt:
Parti, à dextre d'or à la bande coticée de gueules, à senestre burelé d'or et de gueules de dix pièces.
Gedeeld, rechts van goud met een geschuinbalkte band van keel, links van tien dunne dwarsbalken van goud en keel voorzien.— Ministerieel Besluit van 30 april 1999.

## Verwant wapen

Wapen van de familie de Beaufort-Spontin